# Liste des lieux patrimoniaux du comté de Lambton
Cet article recense les lieux patrimoniaux du comté de Lambton inscrits au répertoire des lieux patrimoniaux du Canada, qu'ils soient de niveau provincial, fédéral ou municipal.

## Liste
- Haut – A
- B
- C
- D
- E
- F
- G
- H
- I
- J
- K
- L
- M
- N
- O
- P
- Q
- R
- S
- T
- U
- V
- W
- X
- Y
- Z

| [ 1 ] | Lieu patrimonial                                 | Illustration                               | Municipalité | Adresse               | Coordonnées      | No    | Constr. | Prot.                                    | Rec. | Notes |
| ----- | ------------------------------------------------ | ------------------------------------------ | ------------ | --------------------- | ---------------- | ----- | ------- | ---------------------------------------- | ---- | ----- |
| M     | Independent Order Odd Fellows Ridgely Lodge #250 | Téléverser                                 | Oil Springs  | 2594 Kelly Road       | 42.7841 -82.1199 | 17941 | 1890    | Municipal Heritage Designation (Part IV) | 2009 |       |
| M     | Langbank Post Office                             | Langbank Post Office                       | Oil Springs  | 2423 Kelly Road       | 42.7741 -82.1199 | 17962 | 1895    | Municipal Heritage Designation (Part IV) | 2003 |       |
| M     | Oil Springs Railway Station                      | Téléverser                                 | Oil Springs  | 2423 Kelly Road       | 42.7729 -82.1216 | 18021 | 1885    | Municipal Heritage Designation (Part IV) | 2003 |       |
| F     | Premier champ pétrolifère commercial             | Premier champ pétrolifère commercial       | Oil Springs  |                       | 42.7833 -82.1167 | 1148  | 1858    | LHN                                      | 1925 |       |
| F     | Victoria Hall / Hôtel de ville de Petrolia       | Victoria Hall / Hôtel de ville de Petrolia | Petrolia     | 411 Greenfield Street | 42.8805 -82.1464 | 7551  | 1889    | LHN                                      | 1975 |       |
| M     | Petrolia Orange Hall                             | Téléverser                                 | Petrolia     | 4224 Petrolia Line    | 42.8819 -82.1451 | 1505  | 1881    | Municipal Heritage Designation (Part IV) | 1995 |       |
| F     | Édifice du gouvernement du Canada                | Téléverser                                 | Sarnia       | 105 Christina Street  | 42.97 -82.407    | 2887  | 1960    | Recognized Federal Heritage Building     | 2002 |       |
| F     | VIA Rail, gare de                                | Téléverser                                 | Sarnia       | 125 Green Street      | 42.957 -82.389   | 4628  | 1891    | Heritage Railway Station                 | 1994 |       |